# Hofen (Dischingen)
Hofen ist ein Teilort von Dischingen im Landkreis Heidenheim in Baden-Württemberg.

## Lage und Geographie
Der Weiler liegt etwa sechs Kilometer nordöstlich von Dischingen auf der Ries-Alb. Zwei kleine Gemeindestraßen führen nach Eglingen und Dunstelkingen.
Etwas westlich entspringend verläuft südlich des Ortes der Lachfeldgraben, welcher sich unweit des Ortes mit dem nordöstlich entspringenden Lochfeldgraben zum Grabnatgraben vereint, welcher über die Egau in die Donau abfließt.

## Geschichte
Der Name Hofen deutet darauf hin, dass der Ort zwischen dem 7. und 10. Jahrhundert besiedelt wurde. Hofen gehörte in früherer Zeit zum Großteil zu Dunstelkingen, zum Teil auch zu Eglingen. Über die Jahrhunderte waren ebenfalls die Abtei Neresheim, die Grafen von Oettingen, die Herrschaft Katzenstein, das Spital Nördlingen und die Thurn und Taxis im Ort begütert.
Bis 1974 gehörte der Ort zur Gemeinde Dunstelkingen, mit der Hofen dann zu Dischingen eingemeindet wurde.